# Mr Selfridge
Mr Selfridge es una serie de televisión británica que narra la vida del empresario  Harry Gordon Selfridge, interpretado por Jeremy Piven, y la creación y evolución de los grandes almacenes Selfridges en Londres, a principios del siglo XX. Se estrenó en su país de origen el 6 de enero de 2013 en el canal ITV. Cuenta con cuatro temporadas de diez capítulos cada una.

## Argumento
Londres, año 1909, Harry Gordon Selfridge (Jeremy Piven), un hombre de negocios estadounidense abre unos grandes almacenes en la prestigiosa Oxford Street de Londres. Moda, complementos, y perfumes se combinan por primera vez en una tienda de proporciones desconocidas (cinco plantas de una hectárea cada una, tres sótanos...) que busca satisfacer al máximo a los clientes. Los métodos innovadores no tardan en revolucionar el comercio de la época. Hombre de gran personalidad y marcado carácter emprendedor, dinámico, amante de la tecnología y dotado de un enorme sentido de la oportunidad, Mr. Selfridge no tarda en fascinar a la burguesía londinense. Una vida trepidante, que sin embargo, se complica por su descontrolada afición al juego y a las mujeres. La nueva tienda es también el lugar donde empleados que provienen de las más diversas clases sociales conviven convirtiéndose en protagonistas de los cambios sociales de un país regido por estrictos códigos. 

## Reparto

### Actores principales
- Jeremy Piven es Harry Gordon Selfridge.
- Frances O'Connor es Rose Selfridge.
- Aisling Loftus es Agnes Towler.
- Grégory Fitoussi es Henri Leclair.
- Zoë Tapper es Ellen Love.
- Amanda Abbington es Josie Mardle.
- Tom Goodman-Hill es Roger Grove.
- Katherine Kelly es Lady Mae Loxley.
- Ron Cook es Mr Crabb.
- Mika Markham es Louis Selfridge.
- Trystan Gravelle es Victor Colleano.
- Samuel West es Frank Edwards.
- Oliver Jackson-Cohen es Roderick Temple.
- Anna Madeley es Miss Irene Ravillious.

### Actores de reparto
- Amy Beth Hayes es Kitty Hawkins.
- Deborah Corneliuses Mrs Blenkinsop.
- Malcolm Rennie es Fraser.
- Poppy Lee Friar es Rosalie Selfridge.
- Laurence Crace es Doris.
- Calum Callaghan es George Towler.
- Timothy Watson es Mr Perez.
- Will Payne es Tony Travers.
- Pippa Haywood es Mrs Bunting.